# میخ‌پنجه نوک‌عاجی
میخ‌پنجه نوک‌عاجی (نام علمی: Centropus menbeki) نام یک گونه از سرده میخ‌پنجه است.